# Julien Libeer
Julien Libeer is een Belgisch pianist, geboren in oktober 1987.

## Biografie
Zijn hogere muziekstudies vinden plaats in het Koninklijk Conservatorium van Brussel (Daniel Blumenthal), Parijs (Jean Fassina), en de Muziekkapel Koningin Elisabeth (Abdel Rahman El Bacha, Artemis Quartet). In 2012 ontmoet hij Maria Joao Pires, die hem onder haar vleugels neemt en met wie hij van 2013 tot 2017 regelmatig het podium deelt.

## Carrière
Julien Libeer was te gast in het Paleis voor Schone Kunsten (Brussel), het Théâtre de la Ville en de Salle Cortot in Parijs, het Barbican Centre in Londen, en het Concertgebouw Amsterdam. Hij speelde in de Münchner Philharmonie en het Salzburgse Mozarteum, en toerde door Spanje (Auditorio Nacional, Palau de la Música Catalana) Japan (Kioi Hall, Sumida Tryphony Hall, Harmony Hall), de Verenigde Staten (Miami International Piano Festival) en het Midden-Oosten (Abu Dhabi Festival, Beirut Chants).
Sinds 2017 is Libeer artist in residence in Flagey. In het Concertgebouw (Brugge) is hij gastheer van « Salon Libeer », een reeks thematische concerten waarbij hij over dat thema in discussie gaat met een denker.
Als solist speelde hij in het gezelschap van onder meer de Deutsche Kammerphilharmonie Bremen, het Brussels Philharmonic, het Nationaal Orkest van België, deFilharmonie, Sinfonia Varsovia, het New Japan Philharmonic, onder leiding van Trevor Pinnock, Augustin Dumay, Hervé Niquet, Michel Tabachnik, Serge Pehlevanian, Joshua Weilerstein, Enrique Mazzola, Christopher Warren-Green.
Als kamermuzikant werkt Libeer samen met Augustin Dumay, Camille Thomas, Frank Braley, Maria João Pires, Rosanne Philippens en anderen. Met violist Lorenzo Gatto brengt hij sinds 2016 de integrale Beethovensonates voor viool en piano.

## Discografie
In 2015 verscheen Libeers eerste soloplaat,« Lignes Claires » (Evil Penguin Classic - EPRC 0020), met werk van Maurice Ravel en Dinu Lipatti. Bij Alpha verschijnt in 2016 het eerste volume van de integrale Beethovensonates voor viool en piano met Lorenzo Gatto. In 2018 verschijnt het tweede deel van deze integrale, in afwachting van de volledige box ter gelegenheid van het Beethovenjaar 2020.
Ook de cd ‘Réminiscences’ (met celliste Camille Thomas) wordt sterk geapprecieerd : France Musique verkiest ze tot een van de tien beste klassieke opnames van 2016, enkele maanden later wordt in Duitsland ook een Echo Award toegekend.
In 2018 verscheen bij Evil Penguin Classic (EPRC 0029) het Concertino in klassieke stijl van Dinu Lipatti en het laatste pianoconcerto van W.A. Mozart.

## Varia
In 2016 modereerde Libeer het Canvasprogramma ‘Studio Flagey’. Libeer staat ook achter Singing Molenbeek, een muzikaal-sociaal koorproject in de lagere scholen van de Brusselse gemeente Molenbeek.

## Prijzen
- 2008 - European Juventus Prize[2]
- 2010 - Young Musician of the Year, Belgian Music Press Association[3]
- 2013 - Klara award[4]
- 2016 - Diapason d'or de l'Année[5]
- 2017 - Echo Preis[6]